# Archieratikon
Archieratikon (Άρχιερατικóν) heißt ein gottesdienstliches Buch der byzantinischen Liturgie für Bischöfe. In ihm sind die gottesdienstlichen Ordnungen enthalten, die ein Diözesanbischof regelmäßig gebraucht. Der Erstdruck erschien 1714 in Venedig, eine Konstantinopler Ausgabe 1820, eine Neubearbeitung 1971 in Athen.